# Lotononis namaquensis
Lotononis namaquensis är en ärtväxtart som beskrevs av Harry Bolus. Lotononis namaquensis ingår i släktet Lotononis och familjen ärtväxter. Inga underarter finns listade i Catalogue of Life.